# 岛津氏菌属
岛津氏菌属（学名：Shimazuella）是热放线菌科的一属细菌。

## 下属物种
本属包括以下物种：
- Shimazuella alba Saygin et al., 2021[2]
- 克里布所岛津氏菌 Shimazuella kribbensis Park et al., 2007[3]